# Championnat de Russie de football de troisième division 2021-2022
Navigation
Édition précédente Édition suivante
La saison 2021-2022 de la FNL-2 est la trentième édition de la troisième division russe. C'est la onzième édition à suivre un calendrier « automne-printemps » à cheval sur deux années civiles. Elle démarre le 18 juillet 2021 et se termine le 10 juin 2022.
Les soixante-seize clubs participants sont répartis en quatre groupes établis selon des critères géographiques et contenant 15 à 22 équipes chacune. En fin de saison, le vainqueur de chaque groupe est directement promu en deuxième division tandis que le dernier est relégué en quatrième division amateur. Il faut cependant noter que cette relégation est rarement effective dans les faits étant donné le nombre réduit d'équipes participantes, les clubs finissant derniers n'ayant en réalité qu'à renouveler leur licence professionnelle pour rester dans la compétition pour la saison suivante.
Durant l'été 2021, l'organisation de la troisième division, jusqu'ici assurée par la Ligue de football professionnel, passe aux mains de la Ligue nationale de football (ru), qui gère également le championnat de deuxième division. Le nom de la compétition est ainsi changé pour devenir le « Championnat de deuxième division de la FNL », aussi abrégé en « FNL-2 ».
Au terme de la saison, les différents groupes sont remportés par le Chinnik Iaroslavl, le Dinamo Makhatchkala, le Rodina Moscou et le Volga Oulianovsk qui accèdent tous à la deuxième division.

## Compétition

### Règlement
Le classement est établi sur le barème de points suivant : trois points pour une victoire, un pour un match nul et aucun pour une défaite. Pour départager les équipes à égalité de points, les critères suivants sont utilisés :
1. Confrontations directes (points, matchs gagnés, différence de buts, buts marqués, buts marqués à l'extérieur)
2. Nombre de matchs gagnés
3. Différence de buts générale
4. Buts marqués (général)
5. Buts marqués à l'extérieur (général)

### Groupe 1

#### Participants
Le FK Makhatchkala devient le Dinamo Makhatchkala durant l'intersaison.
Légende des couleurs
- Relégué de deuxième division
- Promu de quatrième division

| Club                       | D3 depuis | Classement 2020-2021 |
| -------------------------- | --------- | -------------------- |
| Tchaïka Pestchanokopskoïe  | 2021      | 12 (D2)              |
| Kouban Holding Pavlovskaïa | 2020      | 2                    |
| Tchernomorets Novorossiisk | 2012      | 3                    |
| Legion-Dinamo Makhatchkala | 2016      | 4                    |
| SKA Rostov                 | 2015      | 5                    |
| Anji Makhatchkala          | 2019      | 6                    |
| Dinamo Stavropol           | 2015      | 7                    |
| Forte Taganrog             | 2020      | 8                    |
| Dinamo Makhatchkala        | 2019      | 9                    |
| Spartak Naltchik           | 2017      | 10                   |
| Biolog-Novokoubansk        | 2011      | 11                   |
| Machouk-KMV Piatigorsk     | 2009      | 13                   |
| Droujba Maïkop             | 1999      | 14                   |
| FK Touapsé                 | 2020      | 16                   |
| FK Iessentouki             | 2020      | 17                   |
| Alania-2 Vladikavkaz       | 2021      | Fondation            |
| Rotor-2 Volgograd          | 2021      | Refondation          |

#### Classement
| Rang | Équipe                      | Pts  | J  | G  | N  | P  | Bp | Bc  | Diff |
| ---- | --------------------------- | ---- | -- | -- | -- | -- | -- | --- | ---- |
| 1    | Dinamo Makhatchkala         | 80   | 32 | 25 | 5  | 2  | 62 | 32  | +30  |
| 2    | SKA Rostov                  | 76   | 32 | 24 | 4  | 4  | 71 | 22  | +49  |
| 3    | Tchaïka Pestchanokopskoïe R | 70   | 32 | 21 | 7  | 4  | 87 | 23  | +64  |
| 4    | Forte Taganrog              | 61   | 32 | 17 | 10 | 5  | 55 | 31  | +24  |
| 5    | Tchernomorets Novorossiisk  | 60   | 32 | 18 | 6  | 8  | 70 | 35  | +35  |
| 6    | Kouban Holding Pavlovskaïa  | 54   | 32 | 15 | 9  | 8  | 46 | 31  | +15  |
| 7    | Legion-Dinamo Makhatchkala  | 46   | 32 | 12 | 10 | 10 | 44 | 31  | +13  |
| 8    | Biolog-Novokoubansk         | 44   | 32 | 11 | 11 | 10 | 50 | 45  | +5   |
| 9    | Anji Makhatchkala ,         | 42-6 | 32 | 13 | 9  | 10 | 46 | 35  | +11  |
| 10   | Spartak Naltchik            | 40   | 32 | 10 | 10 | 12 | 32 | 28  | +4   |
| 11   | Droujba Maïkop              | 32   | 32 | 7  | 11 | 14 | 25 | 44  | -19  |
| 12   | Machouk-KMV Piatigorsk      | 31   | 32 | 7  | 10 | 15 | 47 | 54  | -7   |
| 13   | Dinamo Stavropol            | 29   | 32 | 7  | 8  | 17 | 40 | 57  | -17  |
| 14   | FK Touapsé ,                | 29-9 | 32 | 12 | 2  | 18 | 36 | 60  | -24  |
| 15   | Rotor-2 Volgograd P         | 21   | 32 | 5  | 6  | 21 | 26 | 74  | -48  |
| 16   | Alania-2 Vladikavkaz P      | 12   | 32 | 2  | 6  | 23 | 32 | 97  | -65  |
| 17   | FK Iessentouki              | 10   | 32 | 2  | 4  | 26 | 16 | 106 | -90  |

Promotions
- 1er : promotion  en deuxième division

Relégations
- 9e et 14e : rétrogradation
- 15e : relégation en quatrième division

Abréviations
- P : Promu de quatrième division
- R : Relégué de deuxième division

1. ↑  L'Anji Makhatchkala est pénalisé d'un retrait de six points le 7 avril 2022 en raison de salaires impayés envers Dmitri Beloroukov (en) et Giorgi Loria[4].
2. ↑  L'Anji Makhatchkala n'obtient pas de licence professionnelle et doit se retirer pour la saison 2022-2023[5].
3. ↑  Le FK Touapsé est pénalisé d'un retrait de neuf points le 2 février 2022 par la commission d'appel de la fédération russe de football pour avoir volontairement transmis de faux documents à l'occasion de trois matchs de championnat contre le Biolog-Novokoubansk, le Kouban Holding Pavlovskaïa et le SKA Rostov. Les résultats de ces rencontres sont en parallèle changées en défaites techniques 3-0 pour le club[6].
4. ↑  Le FK Touapsé n'obtient pas de licence professionnelle et doit se retirer pour la saison 2022-2023.
5. ↑  Le Rotor-2 Volgograd est relégué automatiquement après la descente du Rotor Volgograd en troisième division à l'issue de la saison.

### Groupe 2
Dynamo-2 Moscou
Kazanka Moscou
Tchertanovo Moscou
Le groupe 2 est divisé en deux phases distinctes. La première voit les 22 équipes être divisées en deux groupes de onze qui s'affrontent entre eux à deux reprises pour un total de vingt matchs joués pour chaque. À l'issue de ces rencontres, les six meilleures équipes de chaque groupe sont qualifiés pour la phase finale et s'affrontent à nouveau par deux fois pour déterminer le vainqueur de la poule.

#### Participants
Légende des couleurs
- Relégué de deuxième division
- Promu de quatrième division

| Club                           | D3 depuis | Classement 2020-2021 |
| ------------------------------ | --------- | -------------------- |
| Tchertanovo Moscou             | 2021      | 21 (D2)              |
| Chinnik Iaroslavl              | 2021      | 22 (D2)              |
| Zénith-2 Saint-Pétersbourg     | 2019      | 2                    |
| Dynamo-2 Moscou                | 2020      | 3                    |
| FK Tver (ru)                   | 2020      | 4                    |
| FK Leningradets                | 2018      | 5                    |
| Kazanka Moscou                 | 2017      | 6                    |
| Zvezda Saint-Pétersbourg (en)  | 2019      | 8                    |
| Torpedo Vladimir               | 2013      | 9                    |
| Znamia Trouda Orekhovo-Zouïevo | 2007      | 10                   |
| Volna Kovernino                | 2020      | 10 (groupe 4)        |
| FK Smolensk                    | 2020      | 11                   |
| FK Mourom                      | 2017      | 12                   |
| Louki-Energia Velikié Louki    | 2017      | 13                   |
| FK Tchita                      | 2010      | 15                   |
| Dinamo Saint-Pétersbourg       | 2021      | 1 (D4, Nord-Ouest)   |
| Ienisseï-2 Krasnoïarsk         | 2021      | 5 (D4, Sibérie)      |
| Baltika-BDU Kaliningrad        | 2021      | Fondation            |
| Krasava Odintsovo              | 2021      | Fondation            |
| Kaïrat Moscou                  | 2021      | Fondation            |
| Olimp-Dolgroproudny-2          | 2021      | Fondation            |
| Khimik Dzerjinsk               | 2021      | Refondation          |

#### Première phase

##### Groupe A
| Rang | Équipe                        | Pts | J  | G  | N | P  | Bp | Bc | Diff |
| ---- | ----------------------------- | --- | -- | -- | - | -- | -- | -- | ---- |
| 1    | FK Tver (ru)                  | 41  | 18 | 12 | 5 | 1  | 34 | 14 | +20  |
| 2    | FK Leningradets               | 40  | 18 | 12 | 4 | 2  | 42 | 17 | +25  |
| 3    | Krasava Odintsovo P           | 31  | 18 | 9  | 4 | 5  | 28 | 14 | +14  |
| 4    | Dinamo Saint-Pétersbourg P    | 28  | 18 | 8  | 4 | 6  | 25 | 22 | +3   |
| 5    | Zvezda Saint-Pétersbourg (en) | 26  | 18 | 8  | 2 | 8  | 26 | 23 | +3   |
| 6    | Kaïrat Moscou P               | 23  | 18 | 5  | 5 | 7  | 23 | 28 | -5   |
| 7    | Zénith-2 Saint-Pétersbourg    | 19  | 18 | 5  | 4 | 9  | 25 | 39 | -14  |
| 8    | Louki-Energia Velikié Louki   | 15  | 18 | 4  | 3 | 11 | 16 | 38 | -22  |
| 9    | Baltika-BDU Kaliningrad P     | 14  | 18 | 4  | 2 | 12 | 17 | 27 | -10  |
| 10   | FK Tchita                     | 13  | 18 | 2  | 7 | 9  | 14 | 27 | -13  |
| 11   | FK Smolensk                   | 0   | 0  | 0  | 0 | 0  | 0  | 0  | 0    |

Qualifications
- 1er à 6e : poule pour le titre
- 7e à 10e : poule de relégation
- 11e : abandon

Abréviations
- P : Promu de quatrième division

1. ↑  Le 2 août 2021, alors que trois journées de championnat ont été disputées, le propriétaire du FK Smolensk annonce le retrait du club de la compétition pour des raisons financières[8]. Les résultats obtenus par l'équipe jusque là sont de ce fait annulés.

##### Groupe B
| Rang | Équipe                         | Pts | J  | G  | N | P  | Bp | Bc | Diff |
| ---- | ------------------------------ | --- | -- | -- | - | -- | -- | -- | ---- |
| 1    | Chinnik Iaroslavl R            | 52  | 20 | 17 | 1 | 2  | 38 | 8  | +30  |
| 2    | Dynamo-2 Moscou                | 38  | 20 | 10 | 8 | 2  | 40 | 17 | +23  |
| 3    | Kazanka Moscou                 | 31  | 20 | 9  | 4 | 7  | 25 | 17 | +8   |
| 4    | Ienisseï-2 Krasnoïarsk P       | 30  | 20 | 9  | 3 | 8  | 24 | 27 | -3   |
| 5    | FK Mourom                      | 28  | 20 | 7  | 7 | 6  | 26 | 18 | +8   |
| 6    | Volna Kovernino                | 28  | 20 | 8  | 4 | 8  | 28 | 31 | -3   |
| 7    | Olimp-Dolgroproudny-2 P        | 26  | 20 | 7  | 5 | 8  | 27 | 24 | +3   |
| 8    | Khimik Dzerjinsk P             | 21  | 20 | 5  | 6 | 9  | 18 | 36 | -18  |
| 9    | Znamia Trouda Orekhovo-Zouïevo | 19  | 20 | 5  | 4 | 11 | 25 | 32 | -7   |
| 10   | Torpedo Vladimir               | 18  | 20 | 5  | 3 | 12 | 16 | 35 | -19  |
| 11   | Tchertanovo Moscou R           | 15  | 20 | 4  | 3 | 13 | 16 | 38 | -22  |

Qualifications
- 1er à 6e : poule pour le titre
- 7e à 11e : poule de relégation

Abréviations
- P : Promu de quatrième division
- R : Relégué de deuxième division

#### Deuxième phase

##### Groupe pour la promotion
| Rang | Équipe                        | Pts  | J  | G  | N | P  | Bp | Bc | Diff |
| ---- | ----------------------------- | ---- | -- | -- | - | -- | -- | -- | ---- |
| 1    | Chinnik Iaroslavl R           | 55   | 22 | 17 | 4 | 1  | 38 | 11 | +27  |
| 2    | FK Tver (ru)                  | 40   | 22 | 11 | 7 | 4  | 42 | 22 | +20  |
| 3    | FK Leningradets               | 38   | 22 | 12 | 2 | 8  | 36 | 20 | +16  |
| 4    | FK Mourom                     | 37   | 22 | 11 | 4 | 7  | 38 | 17 | +21  |
| 5    | Kaïrat Moscou P               | 30   | 22 | 8  | 6 | 8  | 30 | 36 | -6   |
| 6    | Krasava Odintsovo P           | 29   | 22 | 8  | 5 | 9  | 34 | 33 | +1   |
| 7    | Zvezda Saint-Pétersbourg (en) | 28   | 22 | 8  | 4 | 10 | 30 | 29 | +1   |
| 8    | Dynamo-2 Moscou               | 26   | 22 | 6  | 8 | 8  | 39 | 29 | +10  |
| 9    | Volna Kovernino ,             | 24-3 | 22 | 7  | 6 | 9  | 33 | 50 | -17  |
| 10   | Dinamo Saint-Pétersbourg P    | 21   | 22 | 5  | 6 | 11 | 22 | 35 | -13  |
| 11   | Ienisseï-2 Krasnoïarsk P      | 21   | 22 | 6  | 3 | 13 | 20 | 41 | -21  |
| 12   | Kazanka Moscou                | 13   | 22 | 2  | 7 | 13 | 13 | 32 | -19  |

Promotions
- 1er : promotion en deuxième division

Relégations
- 5e, 6e, 9e et 12e : disparition

Abréviations
- P : Promu de quatrième division

##### Groupe pour la relégation
| Rang | Équipe                         | Pts | J  | G | N | P | Bp | Bc | Diff |
| ---- | ------------------------------ | --- | -- | - | - | - | -- | -- | ---- |
| 13   | Torpedo Vladimir               | 29  | 16 | 9 | 2 | 5 | 23 | 20 | +3   |
| 14   | Olimp-Dolgroproudny-2 P        | 28  | 16 | 8 | 4 | 4 | 24 | 17 | +7   |
| 15   | Zénith-2 Saint-Pétersbourg     | 26  | 16 | 8 | 2 | 6 | 42 | 28 | +14  |
| 16   | Znamia Trouda Orekhovo-Zouïevo | 25  | 16 | 8 | 1 | 7 | 29 | 21 | +8   |
| 17   | Baltika-BDU Kaliningrad P      | 22  | 16 | 6 | 4 | 6 | 17 | 19 | -2   |
| 18   | Tchertanovo Moscou R           | 22  | 16 | 6 | 4 | 6 | 16 | 23 | -7   |
| 19   | Louki-Energia Velikié Louki    | 20  | 16 | 6 | 2 | 8 | 24 | 25 | -1   |
| 20   | FK Tchita                      | 18  | 16 | 5 | 3 | 8 | 18 | 23 | -5   |
| 21   | Khimik Dzerjinsk P             | 13  | 16 | 3 | 4 | 9 | 16 | 33 | -17  |

Relégations
- 20e : disparition

Abréviations
- P : Promu de quatrième division
- R : Relégué de deuxième division

1. ↑  Le Kaïrat Moscou met un terme à ses activités à l'issue de la saison[9].
2. ↑  Le président de Krasava Ievgueni Savine annonce le déménagement du club hors de Russie après la fin de la saison[10].
3. ↑  Le Volna Kovernino se voit infliger une pénalité de trois points par la fédération russe le 16 décembre 2021 pour usage de faux documents à l'occasion du match contre le Chinnik Iaroslavl le 14 octobre 2021[11].
4. ↑  Le Volna Kovernino met un terme à ses activités à l'issue de la saison.
5. ↑  Le Kazanka est dissous par la direction du Lokomotiv Moscou au terme de la saison[12].
6. ↑  Le FK Tchita met un terme aux activités de son équipe professionnelle à l'issue de la saison[13].

### Groupe 3
Le groupe 3 est divisé en deux phases distinctes. La première voit les 22 équipes être divisées en deux groupes de onze qui s'affrontent entre eux à deux reprises pour un total de vingt matchs joués pour chaque. À l'issue de ces rencontres, les six meilleures équipes de chaque groupe sont qualifiés pour la phase finale et s'affrontent à nouveau par deux fois pour déterminer le vainqueur de la poule.
Durant l'intersaison, le Khimik-Arsenal Novomoskovsk, club-école de l'Arsenal Toula, est relocalisé à Toula où il sert de base à la refondation de l'Arsenal-2.

#### Participants
Légende des couleurs
- Relégué de deuxième division
- Promu de quatrième division

| Club                        | D3 depuis | Classement 2020-2021 |
| --------------------------- | --------- | -------------------- |
| Dinamo Briansk              | 2021      | 20 (D2)              |
| FK Riazan                   | 2010      | 2                    |
| Saturn Ramenskoïe           | 2016      | 3                    |
| Saliout Belgorod            | 2018      | 4                    |
| Sokol Saratov               | 1998      | 5                    |
| Stroguino Moscou            | 2013      | 6                    |
| FK Kalouga                  | 2010      | 7                    |
| Rodina Moscou               | 2019      | 7 (groupe 2)         |
| Znamia Noguinsk             | 2020      | 9                    |
| Avangard Koursk             | 2020      | 11                   |
| FK Khimki-M                 | 2018      | 12                   |
| Kvant Obninsk (en)          | 2018      | 13                   |
| Metallourg Vidnoïe          | 2020      | 14                   |
| Fakel-M Voronej             | 2020      | 15                   |
| FK Kolomna                  | 2013      | 15 (groupe 2)        |
| Sakhaline Ioujno-Sakhalinsk | 2016      | 16                   |
| Zénith Penza                | 2021      | 3 (D4, Privoljié)    |
| Peresvet Domodedovo         | 2021      | 4 (D4, Podmoskovié)  |
| Dinamo Vladivostok          | 2021      | Fondation            |
| SKA-Khabarovsk-2            | 2021      | Fondation            |
| FK Saransk                  | 2021      | Fondation            |
| Arsenal-2 Toula             | 2021      | Refondation          |

#### Première phase

##### Groupe A
| Rang | Équipe                | Pts | J  | G  | N | P  | Bp | Bc | Diff |
| ---- | --------------------- | --- | -- | -- | - | -- | -- | -- | ---- |
| 1    | Rodina Moscou         | 51  | 20 | 16 | 3 | 1  | 58 | 16 | +42  |
| 2    | FK Saransk P          | 44  | 20 | 14 | 2 | 4  | 44 | 20 | +24  |
| 3    | Stroguino Moscou      | 41  | 20 | 13 | 2 | 5  | 40 | 27 | +13  |
| 4    | Peresvet Domodedovo P | 31  | 20 | 9  | 4 | 7  | 36 | 27 | +9   |
| 5    | SKA-Khabarovsk-2 P    | 29  | 20 | 8  | 5 | 7  | 29 | 23 | +6   |
| 6    | FK Khimki-M           | 26  | 20 | 7  | 5 | 8  | 31 | 23 | +8   |
| 7    | Saturn Ramenskoïe     | 24  | 20 | 7  | 3 | 10 | 31 | 32 | -1   |
| 8    | FK Kolomna            | 20  | 20 | 6  | 2 | 12 | 32 | 57 | -25  |
| 9    | Znamia Noguinsk       | 20  | 20 | 6  | 2 | 12 | 26 | 51 | -25  |
| 10   | Kvant Obninsk (en)    | 17  | 20 | 4  | 5 | 11 | 22 | 37 | -15  |
| 11   | Metallourg Vidnoïe    | 9   | 20 | 2  | 3 | 15 | 22 | 58 | -36  |

Qualifications
- 1er à 6e : poule pour le titre
- 7e à 11e : poule de relégation

Abréviations
- P : Promu de quatrième division

##### Groupe B
| Rang | Équipe                      | Pts | J  | G  | N | P  | Bp | Bc | Diff |
| ---- | --------------------------- | --- | -- | -- | - | -- | -- | -- | ---- |
| 1    | Sokol Saratov               | 46  | 20 | 14 | 4 | 2  | 38 | 10 | +28  |
| 2    | Dinamo Briansk R            | 41  | 20 | 11 | 8 | 1  | 37 | 11 | +26  |
| 3    | Saliout Belgorod            | 39  | 20 | 12 | 3 | 5  | 32 | 20 | +12  |
| 4    | Dinamo Vladivostok P        | 39  | 20 | 10 | 9 | 1  | 38 | 14 | +24  |
| 5    | FK Riazan                   | 36  | 20 | 11 | 3 | 6  | 27 | 17 | +10  |
| 6    | Avangard Koursk             | 26  | 20 | 7  | 5 | 8  | 27 | 27 | 0    |
| 7    | Arsenal-2 Toula P           | 24  | 20 | 7  | 3 | 10 | 26 | 31 | -5   |
| 8    | Zénith Penza P              | 21  | 20 | 6  | 3 | 11 | 19 | 32 | -13  |
| 9    | Sakhaline Ioujno-Sakhalinsk | 17  | 20 | 5  | 2 | 13 | 14 | 36 | -22  |
| 10   | FK Kalouga                  | 11  | 20 | 3  | 5 | 13 | 10 | 27 | -17  |
| 11   | Fakel-M Voronej             | 6   | 20 | 1  | 3 | 16 | 6  | 49 | -43  |

Qualifications
- 1er à 6e : poule pour le titre
- 7e à 11e : poule de relégation

Abréviations
- R : Relégué de deuxième division
- P : Promu de quatrième division

#### Deuxième phase

##### Groupe pour la promotion
| Rang | Équipe                | Pts | J  | G  | N  | P  | Bp | Bc | Diff |
| ---- | --------------------- | --- | -- | -- | -- | -- | -- | -- | ---- |
| 1    | Rodina Moscou         | 49  | 22 | 15 | 4  | 3  | 44 | 19 | +25  |
| 2    | Sokol Saratov         | 42  | 22 | 12 | 6  | 4  | 45 | 21 | +24  |
| 3    | Dinamo Briansk R      | 39  | 22 | 10 | 9  | 3  | 36 | 19 | +17  |
| 4    | Saliout Belgorod      | 39  | 22 | 12 | 3  | 7  | 37 | 24 | +13  |
| 5    | Stroguino Moscou      | 37  | 22 | 11 | 4  | 7  | 29 | 30 | -1   |
| 6    | Dinamo Vladivostok P  | 28  | 22 | 5  | 13 | 4  | 24 | 29 | -5   |
| 7    | FK Saransk P          | 27  | 22 | 7  | 6  | 9  | 24 | 33 | -9   |
| 8    | Avangard Koursk       | 27  | 22 | 7  | 6  | 9  | 25 | 33 | -8   |
| 9    | FK Khimki-M           | 22  | 22 | 5  | 7  | 10 | 27 | 27 | 0    |
| 10   | FK Riazan             | 17  | 22 | 3  | 8  | 11 | 15 | 30 | -15  |
| 11   | SKA-Khabarovsk-2 P    | 17  | 22 | 3  | 8  | 11 | 15 | 26 | -11  |
| 12   | Peresvet Domodedovo P | 13  | 22 | 2  | 7  | 13 | 23 | 47 | -24  |

Promotions
- 1er : Promotion en deuxième division

Relégations
- 7e : rétrogradation

Abréviations
- P : Promu de quatrième division
- R : Relégué de deuxième division

##### Groupe pour la relégation
| Rang | Équipe                      | Pts | J  | G  | N | P  | Bp | Bc | Diff |
| ---- | --------------------------- | --- | -- | -- | - | -- | -- | -- | ---- |
| 13   | Zénith Penza P              | 36  | 18 | 11 | 3 | 4  | 30 | 15 | +15  |
| 14   | Sakhaline Ioujno-Sakhalinsk | 32  | 18 | 10 | 2 | 6  | 28 | 23 | +5   |
| 15   | FK Kalouga                  | 31  | 18 | 9  | 4 | 5  | 28 | 17 | +11  |
| 16   | Arsenal-2 Toula P           | 30  | 18 | 9  | 3 | 6  | 32 | 25 | +7   |
| 17   | Kvant Obninsk (en)          | 27  | 18 | 7  | 6 | 5  | 22 | 18 | +4   |
| 18   | Znamia Noguinsk             | 27  | 18 | 8  | 3 | 7  | 28 | 30 | -2   |
| 19   | Saturn Ramenskoïe           | 25  | 18 | 8  | 1 | 9  | 33 | 28 | +5   |
| 20   | Fakel-M Voronej             | 18  | 18 | 6  | 0 | 12 | 18 | 28 | -10  |
| 21   | Metallourg Vidnoïe          | 17  | 18 | 5  | 2 | 11 | 26 | 42 | -16  |
| 22   | FK Kolomna                  | 15  | 18 | 5  | 0 | 13 | 26 | 45 | -19  |

Relégations
- 20e et 21e : rétrogradation

Abréviations
- P : Promu de quatrième division
- R : Relégué de deuxième division

1. ↑  Le FK Saransk n'obtient pas de licence professionnelle et doit se retirer pour la saison 2022-2023.
2. ↑  Le Fakel-M Voronej se retire pour prendre part au championnat des jeunes lors de la saison 2022-2023.
3. ↑  Le Metallourg Vidnoïe n'obtient pas de licence professionnelle et doit se retirer pour la saison 2022-2023.

### Groupe 4

#### Participants
Légende des couleurs
- Relégué de deuxième division
- Promu de quatrième division

| Club                   | D3 depuis | Classement 2020-2021  |
| ---------------------- | --------- | --------------------- |
| Irtych Omsk            | 2021      | 19 (D2)               |
| FK Tioumen             | 2019      | 2                     |
| FK Tcheliabinsk        | 1998      | 3                     |
| Volga Oulianovsk       | 2009      | 4                     |
| FK Novossibirsk        | 2019      | 5                     |
| Zvezda Perm            | 2018      | 6                     |
| Dinamo Barnaoul        | 2014      | 7                     |
| Nosta Novotroïtsk      | 2010      | 8                     |
| Oural-2 Iekaterinbourg | 2017      | 9                     |
| Zénith Ijevsk          | 2011      | 12                    |
| Lada Togliatti         | 2012      | 13                    |
| FK Orenbourg-2         | 2020      | 15                    |
| Torpedo Miass (ru)     | 2021      | 1 (D4, Oural-Sibérie) |
| Spartak Touïmazy       | 2021      | 2 (D4, Oural-Sibérie) |
| Amkar Perm             | 2021      | 8 (D4, Oural-Sibérie) |

#### Classement
| Rang | Équipe                 | Pts  | J  | G  | N | P  | Bp | Bc | Diff |
| ---- | ---------------------- | ---- | -- | -- | - | -- | -- | -- | ---- |
| 1    | Volga Oulianovsk       | 62   | 28 | 18 | 8 | 2  | 57 | 20 | +37  |
| 2    | FK Tcheliabinsk        | 62   | 28 | 20 | 2 | 6  | 56 | 24 | +32  |
| 3    | FK Tioumen             | 60   | 28 | 18 | 6 | 4  | 43 | 30 | +13  |
| 4    | Zvezda Perm            | 52   | 28 | 16 | 4 | 8  | 52 | 28 | +24  |
| 5    | Amkar Perm P           | 52   | 28 | 16 | 4 | 8  | 43 | 28 | +15  |
| 6    | FK Novossibirsk        | 50   | 28 | 15 | 5 | 8  | 40 | 24 | +16  |
| 7    | Oural-2 Iekaterinbourg | 42   | 28 | 12 | 6 | 10 | 48 | 39 | +9   |
| 8    | Irtych Omsk R          | 38   | 28 | 10 | 8 | 10 | 51 | 49 | +2   |
| 9    | Torpedo Miass (ru) P   | 35   | 28 | 10 | 5 | 13 | 33 | 41 | -8   |
| 10   | Spartak Touïmazy P ,   | 32-3 | 28 | 11 | 2 | 15 | 45 | 67 | -22  |
| 11   | FK Orenbourg-2         | 27   | 28 | 6  | 9 | 13 | 31 | 52 | -21  |
| 12   | Dinamo Barnaoul        | 26   | 28 | 7  | 5 | 16 | 29 | 42 | -13  |
| 13   | Nosta Novotroïtsk      | 21   | 28 | 6  | 3 | 19 | 23 | 54 | -31  |
| 14   | Zénith Ijevsk          | 16   | 28 | 4  | 4 | 20 | 20 | 55 | -35  |
| 15   | Lada Togliatti ,       | 11-3 | 28 | 3  | 5 | 20 | 25 | 78 | -53  |

Promotions
- 1er : promotion en deuxième division

Relégations
- 4e, 10e et 15e : disparition

Abréviations
- P : Promu de quatrième division
- R : Relégué de deuxième division

1. ↑  Le Zvezda Perm annonce sa dissolution à l'issue de la saison[15].
2. ↑  Le 28 juillet 2021, le Spartak Touïmazy est reconnu coupable de falsification de documents dans le cadre du protocole sanitaire lié à la pandémie de Covid-19 en Russie. Le club écope en conséquence d'une pénalité de trois points en championnat[16].
3. ↑  Le Spartak Touïmazy met un terme à ses activités à l'issue de la saison[17].
4. ↑  Le 26 août 2021, le Lada Togliatti est reconnu coupable de falsification de documents à l'occasion du match de Coupe de Russie contre le Spartak Touïmazy le 14 juillet 2021. Le club écope en conséquence d'une pénalité de trois points en championnat[18].
5. ↑  Le Lada Togliatti suspend ses activités professionnelles pour la saison 2022-2023 pour des raisons financières[19].